# Venetie
Venetie ist ein Ort und ein census-designated place (CDP) in der Yukon-Koyukuk Census Area in Alaska in den Vereinigten Staaten. Das U.S. Census Bureau hatte bei der Volkszählung 2020 eine Einwohnerzahl von 205 ermittelt.

## Geographie
Venetie liegt im Alaska Interior auf einer Höhe von 181 m. Der Ort befindet sich 250 km nordnordöstlich der Stadt Fairbanks am linken Flussufer des Teedriinjik River (vormals Chandalar River), etwa 90 Kilometer oberhalb dessen Mündung in den Yukon River. Venetie verfügt über einen Flugplatz.

## Geschichte
„Venetie“ tauchte beim United States Census 1940 in der Kategorie „unincorporated (native) village“ auf. Beim United States Census 1980 erschien der Ort als census-designated place. Bei Venetie handelt es sich um ein Indianerdorf.

## Demografie
Zum Zeitpunkt der Volkszählung im Jahre 2020 (U.S. Census 2020) hatte die Venetie CDP 205 Einwohner auf einer Landfläche von 59,59 km². Von den Einwohnern waren 12 weiß sowie 191 amerikanisch-indianischer Abstammung.
Beim Census im Jahr 2000 wurden 202 Einwohner gezählt, 2010 waren es 166.